# Рафаель Гонсалес
Рафаель Гонсалес Кордова (ісп. Rafael González Córdova, нар. 24 квітня 1950) — чилійський футболіст, що грав на позиції захисника, зокрема за клуби «Коло-Коло» та «Уніон Еспаньйола», а також національну збірну Чилі.

## Клубна кар'єра
Народився 24 квітня 1950 року. Вихованець футбольної школи клубу «Коло-Коло». Дорослу футбольну кар'єру розпочав 1969 року в основній команді того ж клубу, в якій провів сім сезонів, взявши участь у 185 матчах чемпіонату. Більшість часу, проведеного у складі «Коло-Коло», був основним гравцем захисту команди.
Своєю грою за цю команду привернув увагу представників тренерського штабу клубу «Уніон Еспаньйола», до складу якого приєднався 1976 року. Відіграв за команду із Сантьяго наступні п'ять сезонів своєї ігрової кар'єри. Граючи у складі «Уніон Еспаньйола» також здебільшого виходив на поле в основному складі команди.
Згодом з 1982 по 1987 рік грав у складі команд клубів «Сан-Маркос де Аріка», «Уніон Еспаньйола» та «Аудакс Італьяно».
Завершив професійну ігрову кар'єру у клубі «Депортес Магальянес», за команду якого виступав протягом 1988 року.

## Виступи за збірну
1972 року дебютував в офіційних матчах у складі національної збірної Чилі.
У складі збірної був учасником чемпіонату світу 1974 року у ФРН, де залишався гравцем запасу і на поле не виходив. Наступного року брав участь у розіграші Кубка Америки 1975, на якому разом з командою здобув «срібло».
Загалом протягом кар'єри у національній команді, яка тривала 5 років, провів у формі головної команди країни 18 матчів.